# Bessera tenuiflora
Bessera tenuiflora är en sparrisväxtart som först beskrevs av Edward Lee Greene, och fick sitt nu gällande namn av James Francis Macbride. Bessera tenuiflora ingår i släktet Bessera och familjen sparrisväxter. Inga underarter finns listade i Catalogue of Life.